# Teleferica di Barletta
La teleferica di Margherita di Savoia fu costruita nel 1955 dall'Ing. Tranchese e collegava il porto di Barletta con la vicina città di Margherita di Savoia per velocizzare il trasporto del sale. 
Il costo dell'opera raggiunge il miliardo di lire. I principali fautori dell'opera sono stati Isidoro Alvisi, all'epoca sindaco di Barletta e il senatore Ferdinando Casardi.
Lunga 13 km riusciva a trasportare 175 tonnellate di sale all'ora. Attraversava il mare per 1,5 km poggiando su sette piloni di cemento armato alti 20 metri.
A causa degli alti costi di gestione fu dismessa nel 1981 e i piloni sul mare demoliti nell'anno 2000.

## Galleria d'immagini

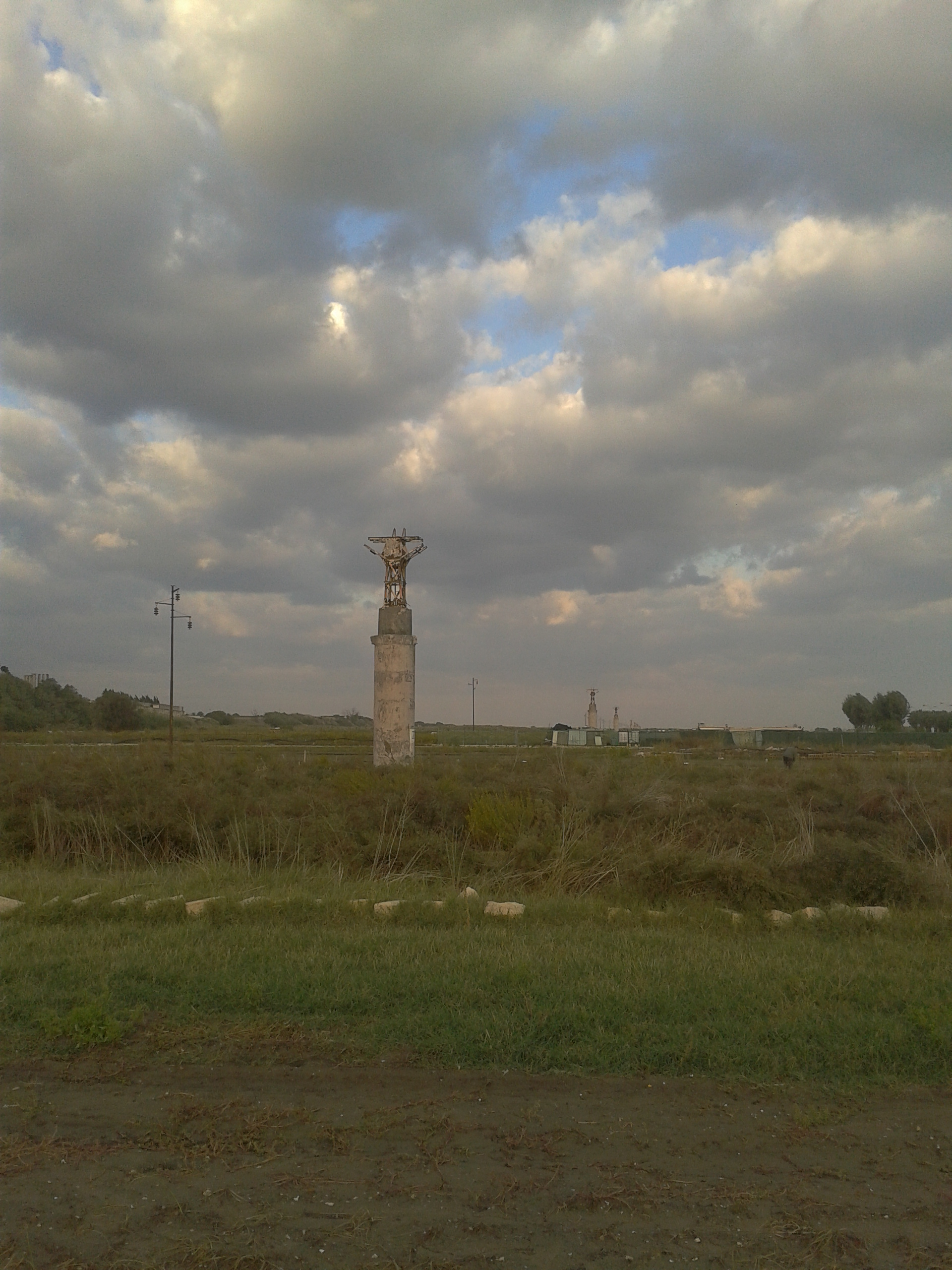
Un'altra immagine della teleferica di Barletta
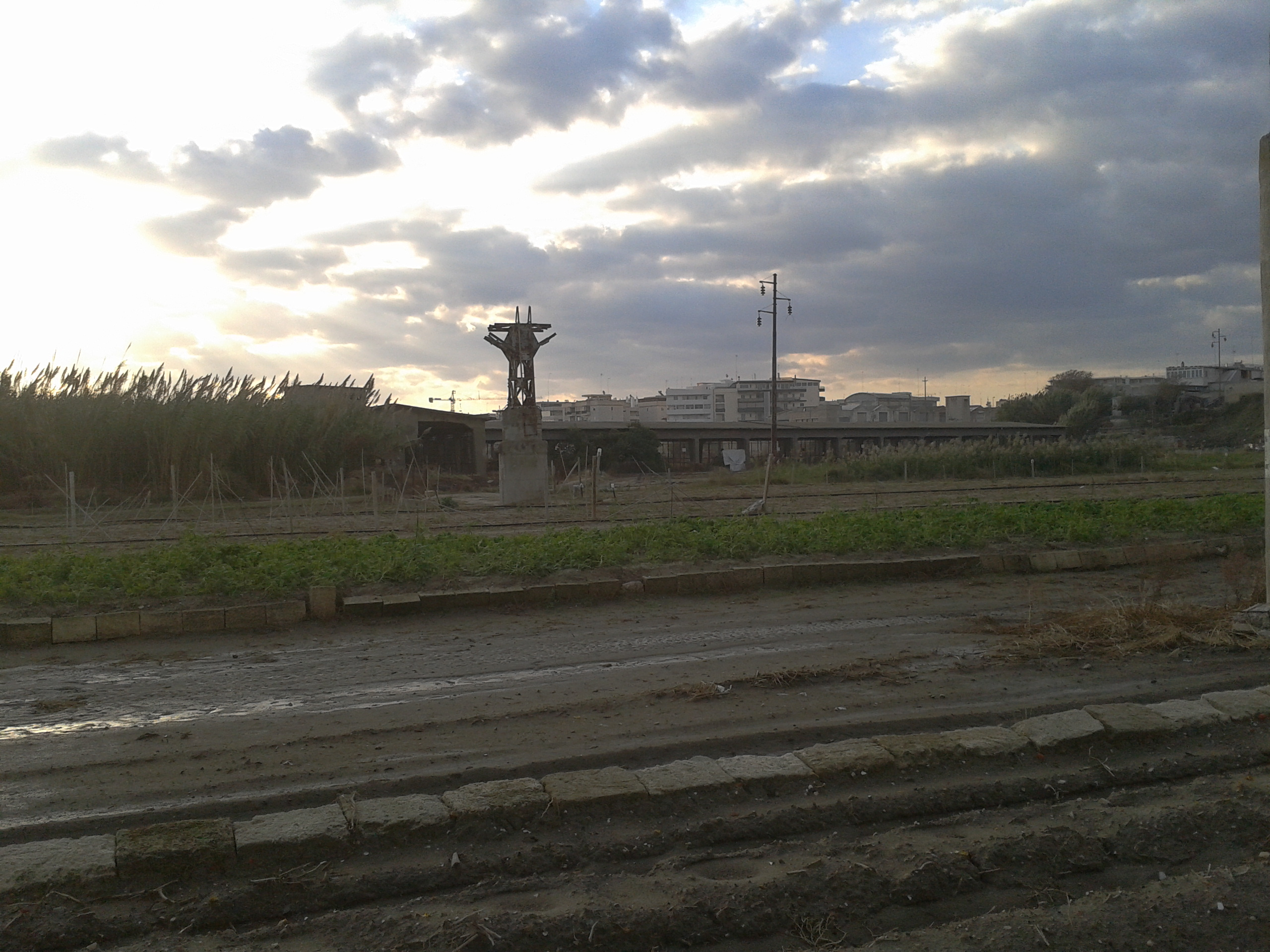
Teleferica di Barletta